# サブロー・シローの歌え!ヤング大放送
『サブロー・シローの歌え!ヤング大放送』（サブロー・シローのうたえ ヤングだいほうそう）は、1987年4月5日から同年9月27日までTBS系列フルネット局およびテレビ山口で放送されていた毎日放送制作の視聴者参加の歌合戦番組。放送時間は毎週日曜 13:00 - 13:54 (JST) 。

## 概要
太平サブローと太平シローが司会を務めた番組で、光GENJIの前身グループに当たる「GENJI」も番組開始時からレギュラー出演していた。その後、メンバーチェンジなどを経てグループが「光GENJI」となると、7人全員で出演するようになった。
番組は、15歳以上・25歳未満の一般参加の男女が披露する歌を勝ち抜き方式で審査していき、最終的に勝ち残った出場者をチャンピオンに認定していた。チャンピオン決定の際には、天井から大量の紙吹雪が舞う演出があった。チャンピオンの勝ち抜き数に応じて、海外旅行などの賞品を進呈していた。セットの右側（客席から見て）の看板には、スポンサー3社のロゴが記されていた。
この番組も前番組『全国ジュニア歌謡選抜』と同様に、TBS系列各局との共同制作番組として全国各地のホール会場での公開録画を実施していた（ただし、配信およびスポンサードセールスは毎日放送の担当）。そのため、公開放送を茶の間ではなくホール会場で直接見たいのであれば、前もって系列局（関東地方はMBS東京支社）宛に観覧したい旨のハガキを送らねばならなかった。
しかしながら、『全日本ドレミファミリー歌合戦』から5番組連続半年で終了した。
これによって、1985年4月スタートの『全日本ドレミファミリー歌合戦』から2年半にわたって同時間帯で全5タイトル放送されてきた視聴者参加の歌合戦番組は、当番組の終了をもって幕を降ろした。
その後、同枠放送番組のジャンルが全面的に見直され、『やる気マンマン日曜日』という名の公開バラエティ番組が後番組としてスタートした。

## 出演者

### 司会
- 太平サブロー
- 太平シロー

### レギュラー出演者
- 光GENJI - 番組開始当初は「GENJI」のみの出演だった。

### 審査員
- 井上堯之
- イルカ
- ほか

## オープニングテーマ
- 今、君と歌いたい（歌：「GENJI」の5人、作詞：秋元康、作曲：井上堯之） - 現在までに一度もソフト化されていない幻の楽曲である。

## ネット局
同時ネット
- 毎日放送（MBS・制作・幹事局）
- 東京放送（TBS・現：TBSテレビ）
- 北海道放送（HBC）
- 青森テレビ（ATV）
- 岩手放送（IBC・現：IBC岩手放送）
- 東北放送（TBC）
- テレビユー福島（TUF）
- 新潟放送（BSN）
- テレビ山梨（UTY）
- 信越放送（SBC）
- 静岡放送（SBS）
- 中部日本放送（CBC・現：CBCテレビ）
- 北陸放送（MRO）
- 山陰放送（BSS）
- 山陽放送（RSK現：RSK山陽放送）
- 中国放送（RCC）
- テレビ山口（tys・放送当時フジテレビ系列（FNSのみ加盟）とのクロスネット）
- テレビ高知（KUTV）
- RKB毎日放送（RKB）
- 熊本放送（RKK）
- 長崎放送（NBC）
- 大分放送（OBS）
- 宮崎放送（MRT）
- 南日本放送（MBC）
- 琉球放送（RBC）

時差ネット
- 富山テレビ放送（T34・現：BBT・フジテレビ系列）[3]
- 福井テレビジョン放送（FTB・フジテレビ系列）[3]